# Velkopolské vojvodství
Velkopolské vojvodství (polsky Województwo wielkopolskie) je vyšší územně samosprávný celek Polska, jde o jedno z 16 vojvodství. Většina vojvodství leží na území historického Velkopolska, po němž je také pojmenováno; malá část území se nachází v polské části Slezska. V rámci Polska sousedí s Dolnoslezským, Kujavsko-pomořským, Lubušským, Lodžským, Opolským, Pomořským a Západopomořanským vojvodstvím.

## Významná města
(tučně počet obyvatel; v závorce rozloha)
1. Poznaň – Poznań – 567.882 (261,37 km²)
2. Kališ – 108.841 (69,77 km²)
3. Konin – 80.838 (81,68 km²)
4. Piła – 75.144 (102,71 km²)
5. Ostrów Wielkopolski – 72.672 (42,39 km²)
6. Hnězdno – Gniezno – 70.145 (40,89 km²)
7. Lešno – 63.970 (31,90 km²)
8. Śrem – 30.283 (12,38 km²)
9. Swarzędz – 29.766 (8,16 km²)
10. Turek – 29.437 (16,16 km²)
11. Krotoszyn – 29.362 (22,55 km²)
12. Września – 28.650 (12,73 km²)
13. Luboń – 26.655 (13,52 km²)
14. Jarocin – 25.856 (14,44 km²)
15. Wągrowiec – 24.574 (17,91 km²)
16. Kościan – 24.121 (8,75 km²)
17. Koło – 23.101 (13,85 km²)
18. Środa Wielkopolska – 21.640 (17,98 km²)
19. Rawicz – 21.336 (7,81 km²)
20. Gostyń – 20.643 (10,79 km²)

## Okresy

### zemské okresy
- Okres Czarnków-Trzcianka
- Okres Gostyń
- Okres Grodzisk Wielkopolski
- Okres Hnězdno
- Okres Chodzież
- Okres Jarocin
- Okres Kališ
- Okres Kępno
- Okres Koło
- Okres Konin
- Okres Kościan
- Okres Krotoszyn
- Okres Lešno
- Okres Międzychód
- Okres Nowy Tomyśl
- Okres Oborniki
- Okres Ostrów Wielkopolski
- Okres Ostrzeszów
- Okres Piła
- Okres Pleszew
- Okres Poznaň
- Okres Rawicz
- Okres Słupca
- Okres Śrem
- Okres Środa Wielkopolska
- Okres Šamotuly
- Okres Turek
- Okres Wągrowiec
- Okres Wolsztyn
- Okres Września
- Okres Złotów

### městské okresy
- Poznaň
- Kališ
- Konin
- Lešno